# Graphviz

En graf skapad med Graphviz. Se bildsidan för DOT-beskrivningen grafen är ritad från.

Graphviz (engelsk förkortning för Graph Visualization Software) är ett paket med fria grafritningsverktyg ursprungligen från AT&T Research Labs. Grafernas innehåll specificeras i språket DOT. Graphviz är fri programvara, licensierad under Common Public License.

## Arkitektur
Graphviz består av ett grafbeskrivningsspråk som heter DOT och ett antal verktyg som kan generera och/eller tolka DOT-filer: 
dotett kommandoradsverktyg för att rendera riktade grafer till ett antal format (PostScript, PDF, SVG, ett antal rastergrafikformat).
neatoett motsvarande verktyg för oriktade grafer.
twopiför radiella grafer.
circoför cirkulära grafer.
fdpen annan layoutalgoritm för oriktade grafer.
dottyett grafiskt gränssnitt för att visualisera och redigera grafer.
leftyen programmerbar widget som visar DOT-grafer och låter användaren interagera med dem.  Kan användas i applikationer som använder grafer.